# Yauheni Bahutski
Yauheni Bahutski (7 de septiembre de 1999) es un deportista de Bielorrusia que compite en atletismo. Ganó una medalla de plata en el Campeonato Mundial de Atletismo Sub-20 de 2018, en la prueba de lanzamiento de disco.